# Брянський фосфоритний завод
Брянський фосфоритний завод – колишнє підприємство в Росії, яке здійснювало розробку Полпінського родовища фосфоритів, яке знаходиться на околицях Брянська.
В 1929 та 1931 роках для видобутку фосфоритів із Поліпнського родовища запустили Первомайський фосфоритний завод та завод «Друга п’ятилітка». В 1938-му вони були об’єднані у Полпінський фосфоритний завод, який в 1957-му перейменували у  Брянський фосфоритний завод.
Розробка велась відкритим способом (глибина залягання головного фосфоритного пласта на родовищах Брянської області не перевищує 10 метрів), а товарною продукцією виступала фосфоритова мука. Первісно потужність майданчику становила 5 тисяч тон на рік, в 1941-му змогли вийти на рівень у 18 тисяч тон. Втім, під час радянсько-германської війни підприємство зазнало руйнувань та змогло відновити роботу лише в 1955-му. В 1960-му майданчик вже виробив 300 тисяч тон фосфоритної муки, а 1970-му – 700 тисяч тон, при цьому річний видобуток руди становив понад 2 млн тон.
Станом на 2002 рік запаси фосфоритів Полпінського родовища оцінювались у 156 млн тон руди. Втім, через низький вміст в руді цільового елементу Брянський (5-7% пентаоксиду фосфору) завод із розпадом СРСР потрапив у скрутне становище та не пізніше 1996-го зупинив виробництво. В 1999-му підприємство визнали банкрутом, а в 2003-му ліквідували.